# Берёзовка (Рассветовское сельское поселение)
Берёзовка — село в Еланском районе Волгоградской области России, административный центр Рассветовского сельского поселения.

## История
Село Берёзовка на карте Саратовской губернии 1859 году, село входило в состав Аткарского уезда Саратовской губернии.
Согласно Списку населённых мест Аткарского уезда 1914 года (по сведениям за 1911 год) село относилось к Богородской волости, село населяли бывшие государственные крестьяне, великороссы, всего 1785 мужчин и 1828 женщин. В селе имелись церковь и церковная школа
В 1928 году село включено в состав Еланского района Камышинского округа (упразднён в 1930 году) Нижне-Волжского края (с 1934 года — Сталинградского края). В 1935 году включено в состав Вязовского района (в 1936 году Вязовский район включён в состав Сталинградской области). В 1953 году Вязовский и Берёзовский сельсоветы были объединены в один Вязовский сельсовет (центр — село Вязовка). В 1963 году в связи с упразднением Вязовского района Вязовский сельсовет передан в состав Еланского района. В 1987 году был образован Рассветовский сельсовет с административным центром в селе Берёзовка, за счет разукрупнения Вязовского сельского Совета.

## География
Село расположено на реке Терса.

## Население
Динамика численности населения по годам:
| 1859 | 1897 | 1911 | 1987  | 2002 |
| ---- | ---- | ---- | ----- | ---- |
| 1858 | 2526 | 3613 | ≈1100 | 1033 |

| 2010 | 2012 | 2013 | 2014 | 2015 | 2016 | 2017 |
| ---- | ---- | ---- | ---- | ---- | ---- | ---- |
| 1003 | ↘988 | ↘983 | ↘979 | ↘978 | ↘961 | ↘960 |
| 2018 | 2019 | 2020 | 2021 |      |      |      |
| ↘950 | ↗952 | ↗954 | ↘946 |      |      |      |

### Известные жители
- Душкин, Иван Ефимович (1914—1943) — лётчик Великой Отечественной войны, Герой Советского Союза (1943).
- Юрий Михайлович Щербаков (1920 - 2000) - советский, российский поэт и прозаик. Награжден орденами Красной Звезды, Отечественной Войны второй степени, медалью "За Победу над фашистской Германией".
- Иван Васильевич Морозов (10 августа 1922 — 20 июня 2010, Волгоград) — Герой Советского Союза (1945), ветеран Великой Отечественной войны, полковник.